# Ślimak żeberkowany
Ślimak żeberkowany (Helicopsis striata) – gatunek mięczaka z rodziny Geomitridae, wcześniej zaliczany do Hygromiidae lub ślimakowatych (Helicidae). Występuje w środkowej i wschodniej Europie.
Biotop
Żyje na suchych i ciepłych terenach otwartych porośniętych gęstą, niską roślinnością.
Tryb życia
Prowadzi nocny tryb życia, dzień przesypiając pod ziemią. Gatunek słabo poznany.
Status zagrożenia i ochrona
W Czerwonej księdze gatunków zagrożonych IUCN ślimak żeberkowany jest klasyfikowany jako gatunek najmniejszej troski (LC, ang. Least Concern). Jego liczebność znacząco spadła w niektórych krajach, a we Francji prawdopodobnie wymarł.
Na terenie Polski gatunek ten jest objęty ścisłą ochroną gatunkową. Został wpisany do polskiej czerwonej księgi zwierząt jako gatunek zagrożony wyginięciem. Wielkość jego populacji wykazuje znaczne wahania, a największym zagrożeniem są zmiany w środowisku.